# Race Around Austria

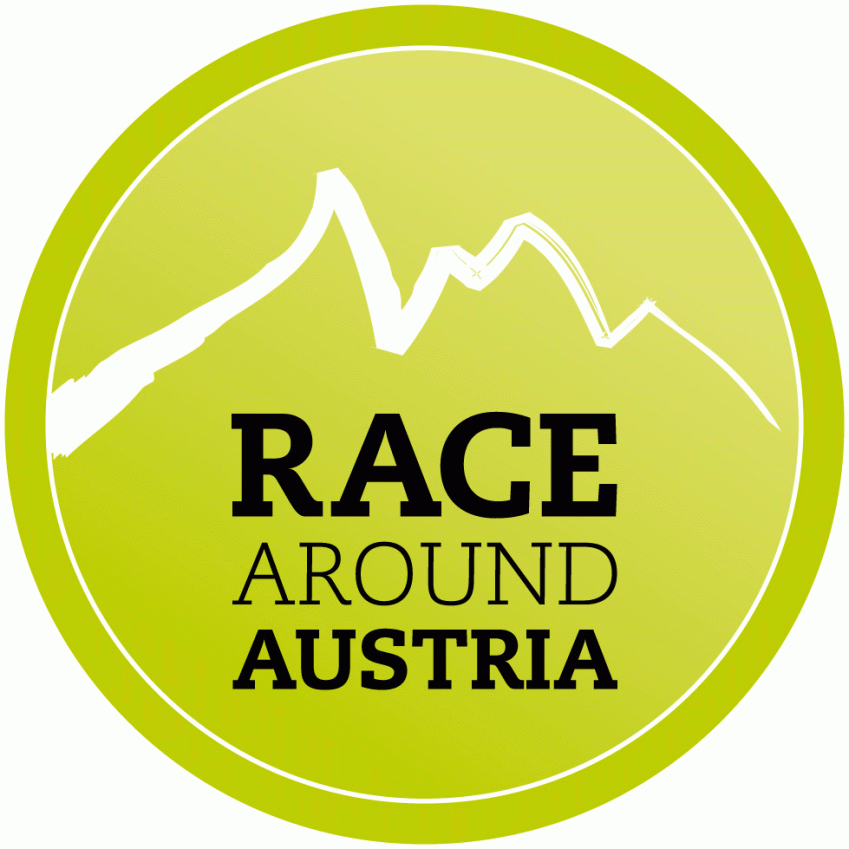
Offizielles Logo

Das Race Around Austria (RAA) ist eine seit 2009 durchgeführte jährliche Extremradsportveranstaltung in Österreich. Die rund 2.200 km lange Strecke mit etwa 30.000 Höhenmetern führt über grenznahe Straßen einmal rund um Österreich – innerhalb seiner Grenzen.
Seit jeher wird das Rennen im Uhrzeigersinn gefahren. Seit einigen Jahren wird das Rennen vom gleichnamigen Verein veranstaltet, der in St. Georgen im Attergau sitzt, Start und Ziel befinden sich ebenfalls hier.
Seit 2010 ist das Race Around Austria Qualifikationsrennen für das Race Across America. 2018 wurde im Rahmen der Veranstaltung die erste Österreichische Meisterschaft im Ultraradsport ausgetragen. 2025 wird das Rennen (2130 km, 35.000 Hm) auch als Weltmeisterschaft im Ultracycling ausgetragen.

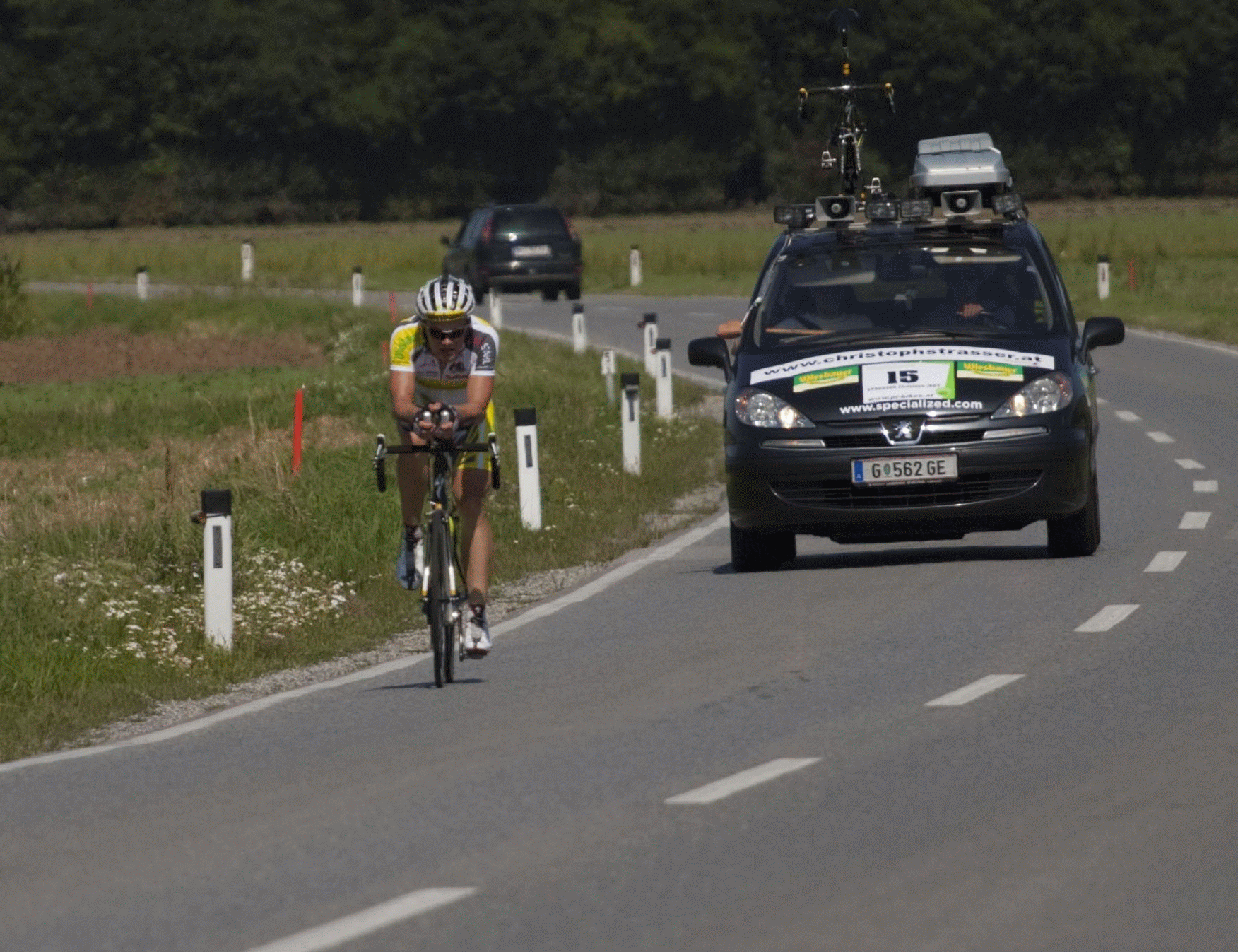
Typisches Bild: Radfahrer gefolgt vom Pace-Car (mit Horn-Lautsprechern) (Christoph Strasser, 2010)

## Austragungsmodus
Das Rennen wird wie beim Race Across America ähnlich wie bei einem Zeitfahren ausgetragen. Windschattenfahren ist im Allgemeinen verboten, nur bei den Teamwettbewerben innerhalb des eigenen Teams erlaubt. Ziel ist es, die vorgegebene Strecke so schnell wie möglich zurückzulegen. Es gibt keine Etappen, die Zeit läuft nonstop und Pausen gehen zu Lasten der Teilnehmer. Die Solofahrer schlafen pro Tag circa zwei bis sechs Stunden, wobei die erste Nacht meist durchgefahren wird. Die Karenzzeit für die Umrundung beträgt inklusive Pausen sechs Tage, was einem Schnitt von etwa 15 km/h entspricht. Die Solo-Frauen haben knapp einen Tag länger Zeit.
Die Straßen sind für den öffentlichen Verkehr nicht gesperrt und die Straßenverkehrsordnung muss von den Teilnehmern eingehalten werden. Vorgeschrieben ist ein sogenanntes „Pace-Car“, ein größenlimitiertes Automobil, das dem Radfahrer in der Nacht von hinten die Straße ausleuchtet und von dem aus er Betreuung erfährt.
Da die Strecke von Jahr zu Jahr aufgrund von Baustellen leicht variiert, können die Zeiten nur bedingt verglichen werden. Die Siegerzeit bei den 4er Teams liegt meist bei gut drei Tagen (72 Stunden), jene bei den Solofahrern bei 100 Stunden.

## Geschichte
Seine Wurzeln hat das Race Around Austria im Jahr 1988. Damals fuhr der Linzer Radsportler Manfred Guthardt als erster mit Start- und Zielort Bad Leonfelden in neun Tagen rund um Österreich. Er befuhr die circa 2600 km lange Strecke jedoch wie bei einem Etappenrennen, fuhr bei Tageslicht und schlief in der Nacht und nutzte jede nur mögliche Grenzstraße aus. Schon er fuhr die Route im Uhrzeigersinn.
2008 versuchten sich zwei Extremradsportler an der Route Manfred Guthardts. Der Steirer Christoph Strasser startete sein Solo-Projekt im August 2008 in Deutschlandsberg. Der Bad Ischler Gerhard Gulewicz startete im Oktober in Schärding. Christoph Strasser schaffte es damals, Österreich nonstop zu umrunden, Gerhard Gulewicz musste aufgrund von Schneefall vor der Großglockner Hochalpenstraße aufgeben.
Christoph Strasser ist mehrmaliger Rekordhalter auf der Strecke. Von dem World-Tour Straßen-Radprofi Tobias Bayer war 2015 die Race Around Austria 2er Team Challenge eines seiner ersten Radrennen. 
Im Jahr 2009 fand dann das erste offizielle Race Around Austria statt, vier Einzelfahrer und drei Teams starteten in Schärding. Seit 2012 wird das Rennen in St. Georgen im Attergau gestartet. Der Austragungstermin variiert um den 15. August.
Cheforganisator ist Michael Nußbaumer, er wickelt die Formalitäten mit den Behörden ab, ist Ansprechpartner für die Teams und koordiniert die rund 60 Helfer.

### Streckenvarianten
2013 wurde das Race Around Austria um das „Race Around Austria 1500“, 2014 um die „Race Around Austria CHALLENGE“ erweitert:
- Das 1500er Rennen führt nach dem Großglockner direkt nach Norden, die Strecke ist 1.463 km lang.
- Die CHALLENGE führt einmal rund um Oberösterreich, die Streckenlänge beträgt 553 bis 560 km mit circa 6.500 Höhenmetern.[7]

Beide werden parallel zum klassischen Race Around Austria ausgetragen.
Seit der Austragung 2020 wurde das Race Around Austria um die Unsupported Challenge erweitert. Diese verläuft auf der identen Strecke wie die Challenge und wird ohne Betreuerfahrzeug absolviert. Eine zuvor abgegebene Box mit Verpflegung, Kleidung etc. wird bei circa der Hälfte der Strecke in Steyr deponiert. Darüber hinaus stehen den Teilnehmern nur öffentlich zugängliche Geschäfte und Wasserstellen zur Verfügung. Das Hinterlegen weiterer Verpflegung entlang der Strecke ist nicht erlaubt.

## Wertungsklassen
- Extreme Race Around Austria (bis zum Jahr 2012 unter der Bezeichnung Race Around Austria)
  - Solofahrer
    - männlich
    - weiblich

  - Team Race Around Austria
    - 2er Team
    - 4er Team

- Race Around Austria 1500 (ab 2013)
  - 1500 männlich
  - 1500 weiblich

- Race Around Austria CHALLENGE (ab 2014) ("keine Lizenznehmer", also weder Profi- noch Amateur-Radrennfahrer)
  - Solo CHALLENGE
    - männlich
    - weiblich

  - Team CHALLENGE
    - 2er
    - Business CHALLENGE

  - Unsupported CHALLENGE
    - männlich
    - weiblich

## Rennablauf
Die Starts finden gestaffelt nach Klassen an mehreren Tagen statt, um die Zieleinläufe aller Klassen zuschauer- und medienfreundlich innerhalb etwa eines Tages zu komprimieren.
Extreme-Damen startet etwa 12 Stunden vor Extreme-Herren. In dieser Klasse wiederum werden Amateure (mit B-Lizenz) um einige Stunden vor den Profis („A-Fahrer“) gestartet, jeweils im 2- bzw. 1-Minuten-Abstand.
Karenzzeiten sind für mehrere Streckenpunkte und den Zieleinlauf jeweils klassenweise festgelegt. Falls Fahrer eines dieser Zeitlimits überschreiten, müssen sie selbstständig den Wettkampf abbrechen. Die Rennleitung kann auch voraussichtliche Karenzzeitüberschreiter aus dem Rennen nehmen.
Innerhalb der Ortstafeln des Start- und Zielorts wird neutralisiert gefahren, also kein (rollender) Konkurrent überholt.
Die Teilnehmer erhalten ein umfangreiches Routebook mit dem Reglement sowie genauen Kartenausschnitten und eine Navigationsleiste jeweils für die gesamte Strecke.

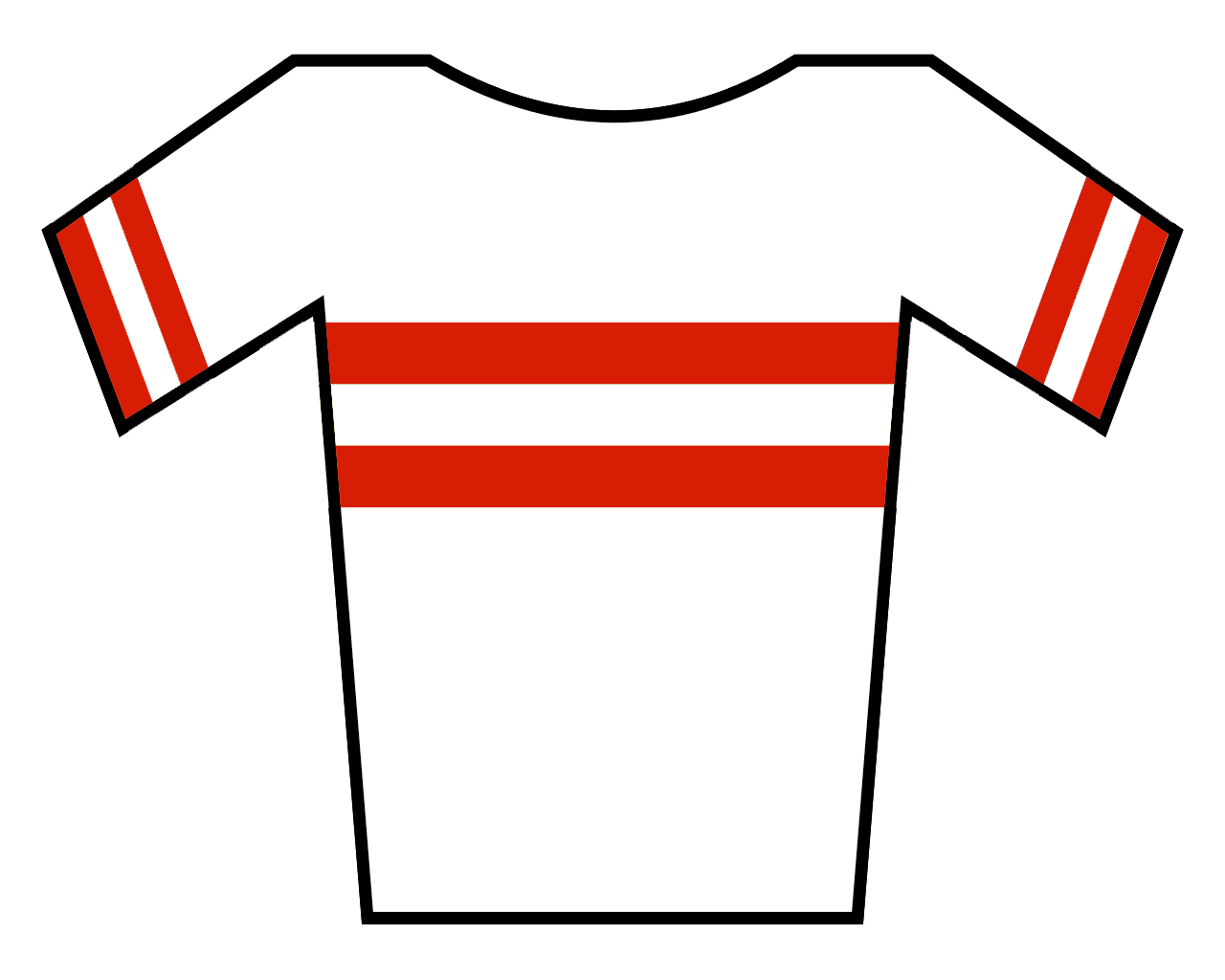
Österreichisches Meistertrikot

## Österreichische Meisterschaften im Ultraradsport
Im Jahr 2018 war das Race Around Austria in verschiedenen Wertungsklassen das Rennen um die erstmals ausgetragenen Österreichischen Meisterschaften im Ultraradsport. Vom Österreichischen Radsportverband wurden insgesamt sechs Titel vergeben:
| Meisterschaft     | Wertungsklasse Race Around Austria |
| ----------------- | ---------------------------------- |
| Herren            | Solo CHALLENGE                     |
| Damen             | Solo CHALLENGE                     |
| Zweierteam Herren | Team CHALLENGE                     |
| Zweierteam Damen  | Team CHALLENGE                     |
| Viererteam Herren | Extreme 4er Team                   |
| Viererteam Damen  | Extreme 4er Team                   |

Gemischte Teams werden dabei jeweils für die Meisterschaft der Herren gewertet. Für die Zukunft ist angedacht, die Austragung der Meisterschaften zwischen verschiedenen 24-Stunden-Rennen zu alternieren.

## Siegerlisten – Race Around Austria
Datenformat, Anmerkungen
- 3:04:05 d = 3 Tage 4 Stunden 5 Minuten ... Zeit zwischen Start und Zielankunft
- 0023:45 h = 23 Stunden 45 Minuten
- 22,2 km/h = Geschwindigkeitsschnitt = Streckenlänge / Zeit
- (*) Erstteilnahme
- (**) Rekordzeit = je Klasse und Jahr kleinere Zeit als zuvor
- km = Distanz laut Tourbook

Im Jahr 2024 gewann Elena Roch die Frauen-Wertung mit einer um fast zwei Stunden besseren Zeit als der Sieger der Männer; auch die zweitplatzierte Tina Büttner blieb etwa 1,5 Stunden unter der Männer-Bestzeit.

### Extreme Einzelbewerb
| Männer | Männer                                          | Männer                                   | Männer                                      |
| Jahr   | Erster Platz                                    | Zweiter Platz                            | Dritter Platz                               |
| ------ | ----------------------------------------------- | ---------------------------------------- | ------------------------------------------- |
| 2024   | Sebastian Mayr 4:03:58 d 0 21,58 km/h           | Marcel Gafner 4:04:27 d 21,37 km/h0      | Stefan Neudeck 4:14:15 d 0 19,47 km/h       |
| 2023   | Philipp Kaider 3:17:47 d 0 24,05 km/h           | Mario Thallinger 3:20:15 d 0 23,24 km/h  | Marcel Gafner 4:09:49 d 0 20,41 km/h        |
| 2022   | Sebastian Michetschläger 3:18:00 d 0 23,98 km/h | Philipp Kaider 3:21:32 d 0 23,11 km/h    | Dominik Meierhofer 3:22:30 d 0 22,83 km/h   |
| 2021   | Rainer Steinberger 3:15:19 d 0 24,83 km/h       | Franz Scharler 3:16:54 d 0 24,39 km/h    | Reinhard Wohlfahrt * 3:20:27 d 0 23,45 km/h |
| 2020   | Christoph Strasser ** 3:11:26 d 0 26,1 km/h     | Robert Müller 3:16:22 d 0 24,54 km/h     | Ralph Diseviscourt 3:21:00 d 0 22,8 km/h    |
| 2019   | Rainer Steinberger 3:21:15 d 0 23,15 km/h       | Thomas Mauerhofer 4:01:45 d 0 22,23 km/h | Marcello Luca 4:08:28 d 0 20,80 km/h        |
| 2018   | Patric Grüner 3:16:24 d 0 24,65 km/h            | Markus Hager 3:19:30 d 0 23,81 km/h      | Michael Kochendörfer 4:03:24 d 0 21,86 km/h |
| 2017   | Markus Hager 3:20:28 d 0 23,8 km/h              | Ralph Diseviscourt 4:05:22 d 0 21,7 km/h | Lukas Kienreich 4:09:18 d 0 20,9 km/h       |
| 2016   | Christoph Strasser ** 3:12:41 d 0 25,4 km/h     | Patric Grüner 3:19:38 d 0 23,4 km/h      | Markus Hager 3:19:50 d 0 23,4 km/h          |
| 2015   | Christoph Strasser ** 3:14:44 d 0 24,7 km/h     | Patric Grüner 3:21:39 d 0 22,9 km/h      | Svata Bozak 4:06:06 d 0 21,0 km/h           |
| 2014   | Christoph Strasser ** 3:15:24 d 0 24,67 km/h    | Patric Grüner * 4:02:49 d 0 21,82 km/h   | Pierre Bischoff 4:07:41 d 0 20,65 km/h      |
| 2013   | Joachim Ladler 3:21:06 d 0 23,16 km/h           | Severin Zotter 4:02:14 d 0 21,95 km/h    | Jacob Zurl * 4:03:20 d 0 21,71 km/h         |
| 2012   | Eduard Fuchs 3:23:02 d 0 22,62 km/h             | Simon Ruff 4:00:13 d 0 22,40 km/h        | Johann Eisenbraun 4:02:03 d 0 22,03 km/h    |
| 2011   | Eduard Fuchs 4:04:50 d                          | Gerald Bauer 4:07:02 d                   | David Misch 4:08:05 d                       |
| 2010   | Eduard Fuchs 4:04:36 d                          | David Rihtarič 4:12:01 d                 | Bernhard Steinberger 4:17:55 d              |
| 2009   | David Rihtarič 5:02:53 d                        | Reinhard Wendler 5:12:41 d               | Rainer Popp 5:19:35 d                       |
| Frauen |                                                 |                                          |                                             |
| Jahr   | Erster Platz                                    | Zweiter Platz                            | Dritter Platz                               |
| 2024   | Elena Roch 4:02:00 d 0 21,91 km/h               | Tina Büttner 4:02:28 d 0 21,80 km/h      | Dorina Vaccaroni 5:13:23 d 0 16,13 km/h     |
| 2023   | Dorina Vaccaroni 5:03:29 d 0 17,56 km/h         |                                          |                                             |
| 2022   | Justyna Sieber 5:15:26 d 0 16,02 km/h           |                                          |                                             |
| 2021   | Nicole Reist ** 3:20:36 d 0 23,42 km/h          | Gerhild Maier 5:15:18 d 0 16,03 km/h     |                                             |
| 2020   | Nicole Reist 4:10:18 d 0 20,40 km/h             |                                          |                                             |
| 2019   | Nicole Reist (**) 4:09:00 d 0 20,69 km/h        |                                          |                                             |
| 2018   | Anna Bachmann (**) 4:13:31 d 0 19,84 km/h       | Isabelle Pulver 4:14:17 d 0 19,70 km/h   |                                             |
| 2017   | Daniela Genovesi 5:04:00 d                      |                                          |                                             |
| 2016   | Angela Perin 5:06:51 d                          |                                          |                                             |
| 2015   | Alexandra Meixner 5:17:54 d 0 15,5 km/h         |                                          |                                             |
| 2014   | Isabelle Pulver 5:05:01 d 0 17,25 km/h          |                                          |                                             |
| 2013   | Nicole Reist (geb. Fehr) 5:15:12 d 0 15,95 km/h |                                          |                                             |
| 2012   | Nicole Fehr 5:20:25 d 0 15,31 km/h              |                                          |                                             |
| 2011   | Trix Zgraggen ** 4:20:15 d                      |                                          |                                             |
| 2010   | Hanka Ebertová 6:15:53 d                        |                                          |                                             |
| 2009   |                                                 |                                          |                                             |

### Extreme Teambewerb
| 2er Teams | 2er Teams | 2er Teams | 2er Teams |
| Jahr      | Erster Platz | Zweiter Platz | Dritter Platz |
| --------- | --- | --- | --- |
| 2024      | keine Finisher | | |
| 2023      | RC-Bike Next125 Hackl-Lebensräume Maria Winter, Lukas Erlinger 3:02:44 d                                                   | InnsHolz Peter Gruber, Thomas Kern 3:08:20 d                                                                            | Team Peakmedia Michael Lenz, Daniel Tammegger 3:14:37 d                                                                        |
| 2022      | Team PS - Steinbichler Reisen Alexander Pillinger, Franz Scharler 2:22:57 d                                                | | |
| 2021      | tean alpha - tischlerei grömmer Simon Kislinger, Christoph Mitterbauer 2:16:48 d                                           | Team Bikeregion Buckelige Welt Alfred Schabauer, Manfred Zöger 2:19:37 d                                                | Team Arlberg by Radhaus Rankweil Thomas Kofler, Marco Jordan 3:02:08 d                                                         |
| 2020      | CLR Sauwald Cofain 699 Markus Eichinger, Amadeus Cosimo Lobe 2:23:45 d                                                     | Team Forchheim Martin Waldenberger, Harry Schweikert 3:05:49 d 0                                                        | Tantscher & bald Tantscher Bianca Bischof, Dominik Tantscher 3:07:27 d                                                         |
| 2019      | Strasser/Kienreich (**) Christoph Strasser, Lukas Kienreich 2:21:38 d                                                      | never-stop-cycling.at Christian Sinek, Erwin Kazmirski 3:17:22 d                                                        | |
| 2018      | Akkura Sports Team Hannes Moshammer, Klaus Gruber 3:06:37 d                                                                | IQ12 Cycling Team Pascal Höhn, Christian Panusch 3:18:39 d                                                              | Kilometerfresser Dirk Führer, Sandro Schierz 3:12:34 d                                                                         |
| 2017      | kkcycling.at by Drott Philipp Kaider, Bernhard Kornherr 3:06:01 d                                                          | Rad Team Tauplitz Martin Gruber, Gerald Schink 3:15:07 d                                                                | Team Marziani Matteo Ferrara, Alex Castellino 3:18:07 d                                                                        |
| 2016      | V.URC ** Severin Zotter, Lukas Kienreich 2:20:07 d 0 31,5 km/h                                                             | Sport Vollmann Philipp Kaider, Bernhard Kornherr 3:03:22 d 0 28,5 km/h                                                  | Team Akkura Hannes Moshammer, Valter Hoti 3:09:01 d 0 22,7 km/h                                                                |
| 2015      | UNIQA GeneralAgentur Sprung&Partner Werner Ullram, Johannes Blauensteiner 3:07:27 d 0 27,1 km/h                            | Special Olympics 2017 Thomas Aflenzer, Georg Supp 3:11:37 d 0 25,6 km/h                                                 | Ultracyclingduo Benjamin Deimel, Markus Loydolt 3:22:52 d 0 22,6 km/h                                                          |
| 2014      | VC Sonntagsfahrer Leonding Dominik Böcksteiner, Thomas Osbelt 3:08:51 d 0 26,67 km/h                                       | www.atterbiker.at Manuel Moravec, Arnold Dachs 3:11:54 d 0 25,70 km/h                                                   | Schrenk Sport Team Stefan Schrenk, Mario Immervoll 3:14:10 d 0 25,02 km/h                                                      |
| 2013      | DRACK IMMOBILIEN ** Thomas Osbelt, Dominik Böcksteiner 3:00:29 d 0 29,75 km/h                                              | ULTRACYCLINGDUO BISCHOFF/SPERL Pierre Bischoff, Chris Sperl 3:01:32 d 0 29,23 km/h                                      | Vitalogic/SK VOEST Barbara Mayer, Andreas Töpfer 3:03:03 d 0 28,74 km/h                                                        |
| 2012      | Zimmer17 Sports Matthias Müllner, Stephan Glanz ** 3:10:33 d 0 26,11 km/h                                                  | Sport Kaiser Manuel Geyer, Thomas Treml 3:14:58 d 0 24,78 km/h                                                          | Bike in Team Sinzig Ralph Retterath, Frank Klotz 3:23:54 d 0 22,47 km/h                                                        |
| 2011      | Team Radcult ** Rene Illigasch, Michael Petter 3:13:49 d                                                                   | Campana Hydro Power Robert Moormann, Fritz Eberlein 3:20:49 d                                                           | TREK Mountainbiker 108 Christian Goldinger, Alois Lang 3:21:51 d                                                               |
| 2010      | / www.merkur-druck.com ** Rosi Hofmann, Dirk Ehling 4:07:25 d                                                              | Light-Bikes Racingteam Martin Pitschmann, Franz Essl 4:09:54 d                                                          | |
| 2009      | | | |
| 4er Teams | | | |
| Jahr      | Erster Platz | Zweiter Platz | Dritter Platz |
| 2024*     | Team Dreihans p/b Holz Resch Christoph Löffler, Christoph Filz, Tobias Löffler, Stefan Paster 2:09:26 d                    | Sport Streicher Racing Team Tom Streicher, Mike Öttl, Michael Lammer, Stefan Lammer 2:11:24 d                           | Hemetsberger Dach @ Asphalt Tigers Andreas Fürthauer, Maximilian Punzet, Alexander Stallinger, Robert Zieher 2:14:52 d         |
| 2023      | Floro Racing Team Florian Werner, Bernhard Goll. Adi Stöger, Peter Brandenburger 3:00:30 d                                 | Weidmannsheil Andreas Fürthauer, Rainhard Jansch, Walter Scheinecker, Markus Steindl 3:07:20 d                          | Rotary Voitsberg-Köflach und Graz Thomas Jacklitsch, Reinhard Wendler, Andreas Jacklitsch, Michael Jacklitsch 3:10:33 d        |
| 2022      | CRL Sauwald Cofain 699 Amadeus Cosimo Lobe, Thomas Mayr, Alexander Krippner, Constantin Rieder 2:12:23                     | Treppen Fritz Racing Team Simon Danklmaier, Carina Schrempf, Anton Warter, Julius Lackner 2:13:25                       | Verschleissgruppe Max Schwarz, Max Bittl, Schristoph Sihorsch, Andreas Zwickel 2:16:00 d                                       |
| 2021      | / Team Vorarlberg Maximilian Kuen, Daniel Ganahl, Nikolas Riegler, Antoine Aebi 2:12:20 d                                  | Sport Streicher Racing Team Tom Streicher, Josef Schick, David Zechleitner, Peter Huber 2:16:20 d                       | RAA Ream Radclub Friedberg-Pinggau Stefan Derler, Andreas Lebenbauer, Martin Plank, Markus Plank 2:16:51 d                     |
| 2020      | Sareno / Elektro Reindl Christian Oberngruber, Michael Hofer, Michael Gabriel, Andreas Paster 2:15:33 d                    | Bikeregion Bucklige Welt Alfred Schabauer, Christoph Puchegger, Manfred Zöger, Markus Plank 2:19:07 d                   | Infraworld Frankenburg Thomas Streicher, Thomas Plakolm, Hubert Schausberger, Franz Zechmeister 2:23:14 d                      |
| 2019      | Pichler Glas Julian Mihalic, Manuel Moravec, Roland Greifeneder, Karl Pichler 2:22:57 d                                    | Infraworld Frankenburg Andreas Preuner, Thomas Plakolm, Franz Zechmeister, Hubert Schausberger 3:00:21 d                | RC Gruppetto Graz Georg Michl, Rene Grossauer, Christoph Werner, Martin Konrad 3:01:00 d                                       |
| 2018      | CLR Sauwald Cofain 699 Christoph Mühringer, Amadeus Cosimo Lobe, Patrik Harner, Markus Eichinger 2:15:37 d                 | Hill Racingteam Leo Hillinger, Benjamin Karl, Johannes Hessenberger, Wolfgang Krenn 2:18:08 d                           | Team OÖ Kinderkrebshilfe Andreas Riedl, Christian Gruber, Markus Weinhandl, Bernhard Sillipp 3:02:10 d                         |
| 2017      | RSC Krems Erwin Gabler, Hans Mittelhofer, Fritz Rautner, Gerhard Wögerer 2:23:05 d                                         | RC Bike 4 Life Christoph Kaltenböck, Christian Proschinger, Martin Urbanetz, Julian Gruber 3:02:11 d                    | Eder Mat Maker Barbara Mayer, Dieter Zeininger, Gerhard Eder, Florin Popa 3:05:25 d                                            |
| 2016      | RSC Wolfsegg Rudi Hötzinger, Johann Gittmaier, Hubert Distler, Christoph Gstrein 2:19:27 d 0 31,9 km/h                     | Team Nakita & Siga Atterbiker.at Jan Stöttinger, Michael Weinzinger, Reinhard Six, Stephan Gruber 2:19:43 d 0 31,7 km/h | Dannemann Global Racing Team Andreas Neudorfer, Philipp Schütter, Maximilian Punzet, Alexander Pillinger 2:19:56 d 0 31,6 km/h |
| 2015      | Ernstl`s Sport by Sareno ** Michael Hofer, Michael Gabriel, Thomas Strobl, Christian Oberngruber 2:13:37 d 0 34,8 km/h     | Team Melasan Sport Torsten Endres, Thomas Mairhofer, Thomas Osbelt, Wolfgang Götschhofer 2:16:26 d 0 33,3 km/h          | RSC Barista Schärding Willi Hoffmann, Walter Sageder, Florian Straßl, Norbert Riedl 2:17:19 d 0 32,9 km/h                      |
| 2014      | Team Ride All Adventures ** Felix Schneider, Peter Fröhlich, Gerald Staber, Wolfgang Hofmann 2:17:43 d 0 32,81 km/h        | / TEAM MELASAN SPORT Wolfgang Götschhofer, Alexander Gogl, Torsten Endres, Matthias Wieneroither 2:17:58 d 0 32,69 km/h | RSC BARista Schärding Willi Hoffmann, Lukas Altenhofer, Walter Sageder, Florian Straßl 2:19:02 d 0 32,16 km/h                  |
| 2013      | RAAM Racing by Innsholz David Misch, Franz Wintersberger Christoph Strasser, Gerald Bauer 2:18:47 d 0 32,41 km/h           | RSC BARista Schärding Christian Fraungruber, Willi Hoffmann, Robert Boxrucker, Walter Sageder 2:21:44 d 0 31,44 km/h    | www.atterbiker.at Manuel Moravec, Arnold Dachs, Mario Steinbichler, Simon Stallinger 2:23:12 d 0 30,29 km/h                    |
| 2012      | www.atterbiker.at VARIOTHERM Wolfgang Götschhofer, Jan Stöttinger, Robert Buchleitner, Manfred John 2:21:31 d 0 31,03 km/h | DINERS CLUB BLACK TUSK TEAM Peter Fröhlich, Wolfgang Hofmann, Gerald Staber, Felix Schneider 2:23:13 d 0 30,18 km/h     | BODYFORM SALZBURG Mario Albenberger, Manfred Mandler, Hannes Buchner, Hans Peter Prodinger 2:23:54 d 0 29,99 km/h              |
| 2011      | bet-at-home.com RAA-cing Team ** Walter Sageder, Christian Zeller, Bernhard Lanz, Walter Dicketmüller 2:20:13 d            | Radteam Oberhofen – MAFI Naturholzböden Franz Asen, Gerhard Asen, Toni Vogl, Werner Draxl 2:21:22 d                     | Eder Mat Couture – GOOIX Barbara Mayer, Jürgen Pölzl, Mario Kirch, Andreas Töpfer 2:22:25 d                                    |
| 2010      | www.atterbike.at ** Erwin Mayer, Andreas Haberl, Manfred John, Wolfgang Götschhofer 3:00:36 d                              | Team Zisser Enns Bernhard Losbichler, Gerhard Dormayr, Heinz Haindl, Harald Kainrath 3:01:54 d                          | RC ARBÖ SK VOEST Mario Kirch, Reinhard Grausam, Roland Wurm, Manfred Leitner 3:02:20 d                                         |
| 2009      | Die Woidviertler ** Johannes Helmreich, Manuel Hahn, Stefan Auer, Willi Stemmer 3:08:34 d                                  | Team Roadbike Rosi Hofmann, Dirk Ehling, Alexander Lang, Christian Fischer 3:19:43 d                                    | |

* verkürzte Strecke aufgrund Murenabgängen in Tirol

### Siegerliste – Race Around Austria 1500
| Männer | Männer                                     | Männer                                 | Männer                                      |                         | Frauen        |               |
| Jahr   | Erster Platz                               | Zweiter Platz                          | Dritter Platz                               | Erster Platz            | Zweiter Platz | Dritter Platz |
| ------ | ------------------------------------------ | -------------------------------------- | ------------------------------------------- | ----------------------- | ------------- | ------------- |
| 2024   |                                            |                                        |                                             | Lilian Kuster 3:03:36 d |               |               |
| 2023   | Michael Hofer 2:07:11 d                    | Sebastian Mayr 2:07:49 d               | Dominik Tantscher 2:11:02 d                 | Sarah Oswalt 3:17:41 d  |               |               |
| 2022   | Markus K. Brandl 2:15:06 d                 | Alfred Schabauer 2:22:20 d             | Markus Vodenik 3:05:30 d                    | Elena Roch 2:20:14 d    |               |               |
| 2021   | Philipp Kaider 2:09:12                     | Felix Schneider 2:15:33 d              | Markus K. Brandl 2:16:41 d                  |                         |               |               |
| 2020   | Eduard Fuchs 2:15:59 d                     | Markus Fiedler 2:21:36 d               | Philipp Reiterits 3:03:33 d                 |                         |               |               |
| 2019   | Dominik Meierhofer 2:15:06 d               | Florian Atzlesberger 2:15:14 d         | Mario Thallinger 2:19:19 d                  | Gerhild Maier 3:20:45 d |               |               |
| 2018   | Franz Scharler ** 2:11:21 d                | Christian Gammer 2:12:27 d             | Nikolaus L. Pichler 2:17:59 d               |                         |               |               |
| 2017   | Alexander Pillinger 2:19:34 d              | Johann Prietl 2:22:44 d                | Johannes Weixelbraun 3:02:40 d              |                         |               |               |
| 2016   | Peter Gruber ** 2:17:14 d                  | Michael Weberndorfer 2:18:39 d         | Rainer Popp 3:02:47 d                       |                         |               |               |
| 2015   | Johannes Weixelbraun 2:22:08 d 0 20,7 km/h | Arnold Dachs 3:04:03 d 0 19,1 km/h     | Rainer Popp 3:05:35 d 0 18,7 km/h           |                         |               |               |
| 2014   | Hannes Ritt ** 2:20:51 d 0 21,24 km/h      | Wolfgang Wiener 3:02:24 d 0 19,66 km/h | Johannes Weixelbraun 3:03:57 d 0 19,26 km/h |                         |               |               |
| 2013   | Rainer Popp ** 3:08:34 d 0 18,22 km/h      | Jiri Hledik 3:21:30 d 0 15,65 km/h     |                                             |                         |               |               |

### Siegerliste – Race Around Austria CHALLENGE
| Männer                       | Männer  | Männer                                                                        | Männer                                                                      | Männer                                                                              |
| Jahr                         | km      | Erster Platz                                                                  | Zweiter Platz                                                               | Dritter Platz                                                                       |
| ---------------------------- | ------- | ----------------------------------------------------------------------------- | --------------------------------------------------------------------------- | ----------------------------------------------------------------------------------- |
| 2024                         |         | Michael Hofer 16:26 h                                                         | Julius Lackner 16:59 h                                                      | Johannes Hufnagl 17:45 h                                                            |
| 2023                         |         | Dominik Meierhofer 16:38 h                                                    | Daniel Klug 16:43 h                                                         | Johannes Berchtold 16:56 h                                                          |
| 2022                         |         | Daniel Biehler 16:28 h                                                        | Herbert Riener 18:23 h                                                      | Sebastian Mayr 18:38 h                                                              |
| 2021                         |         | Sebastian Michetschläger 16:33 h                                              | Daniel Biehler 17:00 h                                                      | Manuel Geyer 17:13 h                                                                |
| 2020                         |         | Felix Hermanutz 16:18 h                                                       | Wolfgang Krenn 16:35 h                                                      | Daniel Biehler 16:45 h                                                              |
| 2019                         |         | Manuel Dickbauer 17:21 h                                                      | Dominik Tantscher 17:54 h                                                   | Franz Häckl 18:36 h                                                                 |
| 2018                         |         | Christoph Strasser ** 15:54 h                                                 | Manuel Dickbauer 17:35 h                                                    | Andreas Paster 18:09 h                                                              |
| 2017                         | ca. 550 | Dominik Schickmair ** 17:28 h                                                 | Michael Hölzl 18:08 h                                                       | Manuel Geyer 18:19 h                                                                |
| 2016                         |         | Walter Sageder ** 17:41 h 0 31,3 km/h                                         | Robert Berger 18:25 h 0 30,1 km/h                                           | Gerald Windpassinger 19:29 h 0 28,5 km/h                                            |
| 2015                         |         | Wolfgang Krenn ** 18:14 h 0 30,1 km/h                                         | Peter Lohinger 18:32 h 0 29,6 km/h                                          | Dominik Schickmair 18:54 h 0 29,0 km/h                                              |
| 2014                         |         | Christian Lengyel ** 19:18 h 0 28,64 km/h                                     | Christian Burtscher 19:37 h 0 28,16 km/h                                    | Philipp Schwab 20:21 h 0 27,15 km/h                                                 |
| Frauen                       |         |                                                                               |                                                                             |                                                                                     |
| Jahr                         | km      | Erster Platz                                                                  | Zweiter Platz                                                               | Dritter Platz                                                                       |
| 2024                         |         | Vanessa Kornfelder 23:58 h                                                    |                                                                             |                                                                                     |
| 2023                         |         | Verena Walter 19:43 h                                                         | Anna Pfoser 21:32 h                                                         | Johanna Templ 22:47 h                                                               |
| 2022                         |         | Anna Kofler 18:19 h                                                           | Bianca Somavilla 19:40 h                                                    | Angelika Kuhn 21:05 h                                                               |
| 2021                         |         | Anna Kofler 19:16 h                                                           | Bianca Somavilla 19:32 h                                                    | Elena Roch 19:54 h                                                                  |
| 2020                         |         | Anna Kofler 19:36 h                                                           | Tanja Spielberger 22:04 h                                                   | Anke Heinicke 22:43 h                                                               |
| 2019                         |         | Anna Bachmann 19:23 h                                                         | Alexandra Wogg 20:13 h                                                      |                                                                                     |
| 2018                         |         | Barbara Mayer ** 18:36 h                                                      |                                                                             |                                                                                     |
| 2017                         |         | Anna Bachmann ** 21:25 h                                                      | Tanja Dittrich 24:16 h                                                      | Gerhild Maier 27:08 h                                                               |
| 2016                         |         |                                                                               |                                                                             |                                                                                     |
| 2015                         |         | Roswitha Hofmann ** 23:27 h 0 23,4 km/h                                       |                                                                             |                                                                                     |
| 2014                         |         | Sandra Höllnsteiner ** 25:33 h 0 21,63 km/h                                   |                                                                             |                                                                                     |
| 2er Team                     |         |                                                                               |                                                                             |                                                                                     |
| Jahr                         | km      | Erster Platz                                                                  | Zweiter Platz                                                               | Dritter Platz                                                                       |
| 2023                         |         | RSV Atterbiker Racing Team Daniel Hochstraßer, Wolfgang Götschhofer 14:58 h   | RC-Bike Next 125 Hackl-Lebensräume Harald Hofer, Thomas Mairhofer 16:12 h   | Twinpower Racing Team Dominik Zechleitner, David Zechleitner 16:35 h                |
| 2022                         |         | Lempbrohters Alexander Lemp, Markus Lemp 15:26 h                              | Nora Racing Team Martin Nigisch, Robert Kolar 17:01 h                       | fitman.at Philipp Hansel, Martin Lindner 18:24 h                                    |
| 2021                         |         | Team Felbermayer Simplon Wels Daniel Lehner, Manuel Bosch 14:13 h             | RC Gutenbrunn / Schrenk Sport Team Günther Fiedler, Bernhard Hahn 17:22 h   | OÖ Kinderkrebshilfe Andreas Riedl, Christian Gruber 17:22 h                         |
| 2020                         |         | Kapl Bau Rene Pammer, Michael Kampelmüller 14:14 h                            | BIKEDOC Manuel Geyer, Daniel Lehner 15:44 h                                 | Team Alpha - Tischlerei Grömmer Simon Kislinger, Christoph Mitterbauer 14:53 h      |
| 2019                         |         | wattschmiede.at Markus Hertlein, Felix Hermanutz 15:13 h                      | Team Chase Felix Schneider, Lukas Winter 16:34 h                            | Sportunion Waidhofen Harald Maderthaner, Herbert Eibl 16:49 h                       |
| 2018                         |         | CHALLENGE 16/17 Dominik Schickmaier, Walter Sageder 15:09 h                   | Mühl4tler Bike Team Michael Hölzl, Michael Kampelmüller 15:40 h             | Neubike.at Manfred Neuweg, Florian Auer 17:25 h                                     |
| 2017                         |         | Team Sareno ** Michael Hofer, Christian Oberngruber 15:17 h                   | Team Pabinger Felix Hermanutz, Markus Hertlein 15:26 h                      | Team alpha – CHALLENGE Simon Kislinger, Christoph Mitterbauer 15:26 h               |
| 2016                         |         | / Bike Next 125 Hackl ** Torsten Endres, Thomas Mairhofer 16:24 h 0 33,8 km/h | Team Ride All Adventures Felix Schneider, Bernhard Weis 16:59 h 0 32,6 km/h | Team Race Around Slovenia Tadej Blatnik, Erik Rosenstein 17:01 h 0 32,6 km/h        |
| 2015                         |         | Team Melasan Sport Alois Pimmingstorfer, Alex Gogl 16:44 h 0 32,8 km/h        | INNs Holz Peter Gruber, Franz Wintersberger 16:53 h 0 32,5 km/h             | Team Melasan Sport2 Matthias Wieneroither, Hans Peter Haslinger 16:56 h 0 32,4 km/h |
| 2014                         |         | Ernst’l Sport ** Michael Hofer, Michael Gabriel 16:37 h 0 33,26 km/h          | Bodyform Salzburg Hans-Peter Prodinger, Hannes Buchner 17:48 h 0 31,05 km/h | IRONTEAM Eferding Cell Active Stephan Ott, Karl Seyrkammer 18:20 h 0 30,15 km/h     |
| Business Challenge           |         |                                                                               |                                                                             |                                                                                     |
| Jahr                         | km      | Erster Platz                                                                  | Zweiter Platz                                                               | Dritter Platz                                                                       |
| 2024                         |         | Duschkabinen Allerstorfer Martin Allerstorfer, Florian Katzlberger 16:33 h    | Reisedisigner p/b Elektro Reindl Marko Lang, Dominik Ploch 18:11 h          | AkzoNobel Sikkens Autolacke Daniel Kapeller, Hans Peter Kreidl 19:14 h              |
| 2023                         |         | evil.eye eyewear Racing Team 2 Wilhelm Keplinger, Andreas Rechberger 17:30 h  | neubike.at Michael Huber, Josef Kasbauer 18:12 h                            | evil.eye eyewear Racing Team 1 Thomas Gehmaier, Daniel Saurug 18:20 h               |
| 2022                         |         | Internorm Patrick Katzinger, Michael Pusch 16:50 h                            | Innsholz - Vitalpraxi Brandl Peter Gruber, Julian Brandl 17:59 h            | Team Raiffeisen Rohrbach Christoph Löffler, Tobias Löffler 18:31 h                  |
| 2021                         |         | Keramo GmbH Markus Bogner, Fabian Wöss 16:39 h                                | Internorm Patrick Katzinger, Michael Pusch 17:21 h                          | GO Sportconsulting/Bergsport Outl Mario Bilich, Christoph Krahwinkler 17:51 h       |
| 2020                         |         | Bistrobox Racing Alexander Lemp, Georg Leutgeb 15:49 h                        | Fever-Tree Weinturm Julian Rittberger, Thomas Windhager 16:19 h             | Rosenbauer International AG Florian Katzlberger, Michael Pusch 17:22 h              |
| 2019                         |         | Intersport Pötscher Peter Brandstetter, Michael Hölzl 17:15 h                 | InnsHolz Peter Gruber, Lukas Neumüller 17:36 h                              | RZL Software GmbH Krispin Hable, Peter Wohlzog 18:29 h                              |
| 2018                         |         | Fever Tree Jürgen Penzenleitner, Lukas Islitzer 16:34 h                       | Innsholz Peter Gruber, Peter Sachsenhofer 17:07 h                           | EPISCH GmbH Bianca Katterl, Manfred Kibler 19:10 h                                  |
| 2017                         |         | Weinturm Fever-Tree Jürgen Penzenleitner, Bernhard Windhager ** 16:41 h       | Bistrobox Racing Jürgen Traxler, Klaus Haberl 17:37 h                       | DB Schenker Helmut Beneschek, Peter Koblmüller 19:07 h                              |
| UNSUPPORTED Challenge HERREN |         |                                                                               |                                                                             |                                                                                     |
| 2024                         |         | Franz Scharler 17:22 h                                                        | Konrad Pfützner 17:31 h                                                     | Christian Moser 18:00 h                                                             |
| 2023                         |         | August Kohlbauer 19:03 h                                                      | Konrad Pfützner 19:11 h                                                     | Peter Kronberger 19:20 h                                                            |
| 2022                         |         | Martin Moritz 19:00 h                                                         | Christoph Pernsteiner 20:01 h                                               | Peter Scherrer 20:27 h                                                              |
| 2021                         |         | Manuel Dickbauer 18:54 h (Penalty 0:11 h)                                     | Florian Schütte 19:14 h                                                     | Michael Stummer 19:50 h                                                             |
| 2020                         |         | Sebastian Michetschläger 17:59 h                                              | Florian Schütte 18:52 h                                                     | Jochen Böhringer 19:15 h                                                            |
| UNSUPPORTED Challenge DAMEN  |         |                                                                               |                                                                             |                                                                                     |
| Jahr                         | km      | Erster Platz                                                                  | Zweiter Platz                                                               | Dritter Platz                                                                       |
| 2024                         |         | Sabine Fischer 24:06 h                                                        | Berta Gufler 25:57 h                                                        | Daniela Steinhäusler 26:45 h                                                        |
| 2023                         |         | Kathrin Gierer 26:56 h                                                        | Eva Mader 28:24 h                                                           | Sylvia Zibuschka DNF (Wird trotzdem auf Rang 3 gewertet.)                           |
| 2022                         |         | Gabi Schreiblehner 27:23 h                                                    |                                                                             |                                                                                     |
| 2021                         |         | Brigitte Stocker 27:33 h                                                      |                                                                             |                                                                                     |
| 2020                         |         | Andrea Rösch 20:26 h                                                          | Tabea Ruegge 21:25 h                                                        | Anja Weilguni 22:34 h                                                               |

## Sonstiges
Weitere „Race Around …“–Radrennen:
- Race Around Ireland, seit 2009, etwa 2200 km mit 22.000 Hm, Ultra, August/September
- Race Around Slovenia, zumindest seit 2011[11]
- Race Around Denmark, seit 2017
- Race Around Niederösterreich, ab Mai 2019[12]